# الفضول
قبيلة الفضول، قبيلة عربية من قبائل شبه الجزيرة العربية النسبة اليهم هو فضلي والجمع فضول، استوطنت سابقاً في بعض مناطق شبه الجزيرة العربية مثل نجد وحائل والمنطقة الشرقية، وتنقسم إلى أربعة اقسام رئيسية هي «السلطان» و«الصرخة» و«الخرسان» و«الغزي» يتواجدون حالياً في الكويت والعراق وعدد أقل في شمال شرق الجزيرة العربية ويتوزع أفراد القبيلة في كل من الكويت والسعودية والعراق والأردن.

## النسب
تنتسب قبيلة الفضول إلى بني لام «عمرو بن طريف بن مالك بن ثمامة بن مالك بن جذعان بن ذهل بن دومان بن جندب بن خارجه بن جديلة بن سعد بن قطره بن طيء».

## الفروع
تنقسم قبيلة الفضول إلى أربعة افرع رئيسية هي: 
السلطان والخرسان والغزي والصرخة وقد قدرت اعداد الخيام عام 1920 بحوالي 30,000 خيمه بعدد اجمالي يصل إلى سبعون الف.

### التاريخ
العام
851 هـ مناخ مبايض بين الفضول وآل مغيرة الخرج
855هـ حملة زامل بن جبر رئيس الاحساء على الفضول حفر العتك
856 هـ أخذ الفضول قافلة كبيرة من قبيلة عنزة. العارض
857 هـ غارات بين الفضول وعنزة تبراك 863هـ مناخ بين الفضول والدواسر تبراك
875 هـ سترجاع آل غزي ابلهم من إحدى القبائل على (جواشيقر). -
863 هـ تناوخ الفضول مع إحدى القبائل على (تبراك). - 880 هـ تناوخ بين الفضول والدواسر. الخرج
881هـ استيلاء عنزة على إبل الفضول ثرمداء
885هـ اغار آل كثير على قافلة في الوشم. -
887 هـ حملة أجود بن زامل على الفضول تبراك 894 هـ استيلاء عنزة على قافلة للفضول سدير 905 هـ أخذ قوافل الفضول الخرج 906 هـ استيلاء الدواسر على قافلة للفضول الدهناء 908 هـ وقعة بين الفضول والسهول - 911هـ قتل شيخ الفضول رجاء بن صلال المستوي
929هـ حملة أجود بن زامل على الفضول حفر الباطن
938 هـ اقتتال الفضول سدير 940 هـ اعتراض الدواسر لقوافل الفضول الدهناء 951 هـ واقعة بين الفضول والدواسر سدير 976 هـ استيلاء الدواسر على قافلة الفضول الدهناء
976هـ اغار آل غزي من الفضول على المجمعة
999 هـ اشتراك الفضول في مناخ الدواسر وآل مغيرة الخرج 1022هـ مناخ بين الفضول ومطير الدهناء 1065 هـ اشتراك آل غزي من الفضول في مناخ النبقية الفصيم 1074هـ مناخ بين الفضول وقحطان تبراك 1075 هـ مناخ بين الفضول وقحطان
1081هـ وقعة بين الفضول والضفير الاكيثال
1082 هـ وقعة بين الفضول والضفير الملتهبة 1084 هـ وقعة ثالثة بين الفضول والضفير - 1085 هـ انحدار الفضول إلى العراق سدير
1099هـ حصار شيخ الفضول في سدير -
1100هـ اشتراك الفضول في أخذ الحاج العراقي. التنومة 1104 هـ مناخ بين آل غزي والضفير أوشيقر 1106 هـ أخذ آل غزي من الفضول النبقية 1108 هـ مناخ بين الفضول والضفير المستوي 1112 هـ اشتراك الفضول في الحملة على الضفير السليع 1112 هـ حصار آل غزي في سدير سدير 1133هـ وقعة الفضول (علي بن غرير) - 1135 هـ أخذ رئيس بني خالد لبوادي الفضول سدير 1148 هـ أخذ عتيبة لغزو من الفضول النبر 1154هـ فتنة الفضول. سدير

### في بادية البصرة
قال عبد اللطيف الحميدان في كتابه إمارة آل شبيب "وقد نزح من نجد قسم كبير من الفضول نحوَ بادية البصرة في حدود النصف الأول من القرن العاشر / السادس عشر على أرجح تقدير".